# Villa Tidenheim
Villa Tidenheim ist eine Ortsbezeichnung (Mittellateinisch villa = Dorf, Dorfmark, Siedlung, Hof) im Lorscher Codex. Sie erscheint in dieser Schreibweise nur einmal urkundlich, und zwar mit Bezug zu einer Schenkung eines gewissen Scerphuin in Tidenheim an das Kloster Lorsch „an dem 13. kalenden des April im 14. (Regierungs-)Jahr des Königs Karl“ – das war der 20. März des Jahres 782. In dieser Schenkung wird auch eine Kirche erwähnt. Die Eintragung führt an, dass der Abt des Klosters damals Gundeland war – ein Irrtum, denn Gundeland war bereits 778 gestorben.
Im Lorscher Codex finden sich weitere ähnlich klingende Ortsbezeichnungen (Ditincheim, Titincheim, Tintingheim, Tittingesheim) mit unterschiedlichen Zeitangaben, die sich auf eine Siedlung im Niddagau beziehen. Auch in den Eppsteinschen Lehensverzeichnissen werden etwa Dyedenkeim und Didencheim genannt. Allgemein wird davon ausgegangen, dass es sich dabei um unterschiedliche Schreib- und Bildungsweisen des Namens eines einzigen Dorfes handelt, da das Mittelalter noch keine verbindliche Rechtschreibung von Ortsbezeichnungen kannte. Die heutige Schreibweise ist Dietigheim.
Sprachwissenschaftlich ist allerdings festzustellen, dass Tidenheim und Dietigheim zwar aus dem Personennamen Tido/Dito bzw. einer Ableitung davon gebildet wurden, an die dann die Endung „-heim“ angehängt wurde. Grammatisch gesehen unterscheiden sich aber beide Formen; gab es also doch zwei verschiedene Dörfer? Dafür spricht, dass im Codex Eberhardi des Klosters Fulda wiederholt der Name „Dito“ erscheint, z. B. ein „Dito comes“ genannt wird, der dem Kloster in der 2. Hälfte des 8. Jahrhunderts Schenkungen machte. „Dito“ ist als Eigenname also verbürgt und damit auch seine Verwendung in dem „-heim“-Ort „villa Tidenheim“, wobei es im Codex Eberhardi jedoch keinen Hinweis auf eine Verbindung zum „comes“ gibt.
C.D. Vogel führte 1843 in seiner „Beschreibung des Herzogthums Nassau“ aus, Tidenheim habe bei Eschborn gelegen und sei 875 durch ein „Hochgewitter“ zerstört worden, jedoch erinnere noch der Namen eines Feldes daran. Über das gleiche Unglück, allerdings ohne Nennung von Tidenheim, berichtete schon 1731 Johann Adam Bernhard in seinen Antiquitates Wetteravae und gibt sogar zwei Quellen an, in denen diese Nachricht enthalten sei.
Eine mögliche Lokalisierung bot 1865 Friedrich Scharff, der zwar feststellt, das Tidenheimer Feld lasse sich nicht belegen, sich dann aber auf den Bürgermeister Kuntz bezieht. Von diesem habe er erfahren, dass sich in einem bestimmten Bereich, dessen Flurnamen er angibt, „Basalt- und Ziegelsteine“ im Boden gefunden hätten, die auf eine kleine Kirche oder Kapelle hindeuten könnten.
Friedrich Kofler bestritt rund 40 Jahre später die Angaben Vogels und berief sich hinsichtlich des an Tidenheim erinnernden Feldes (ohne Scharffs' Hinweis zu erwähnen) auf einen von ihm befragten Eschborner Pfarrer, dem es unbekannt war. Die in den letzten Jahren herausgegebene Flurnamenkarte der Historischen Gesellschaft Eschborn für die Zeit vor 1887 zeigt ebenfalls nichts Ähnliches auf, wobei allerdings einschränkend zu sagen ist, dass dabei auch Grundstücksbezeichnungen mit „Chaussee“ und „Eisenbahn“ erscheinen, die nicht gerade auf ein hohes Alter dieser Flurnamen hinweisen, andererseits aber auch nichts über das Alter der übrigen aussagen.
Kofler ortete sein „Dietigheim“ im Tal unterhalb des heutigen Bad Homburger Schlosses, das demnach nicht mit Vogels Tidenheim identisch sein kann. Er konnte seine Auffassung zusätzlich mit Schriftquellen untermauern, aus denen sich ergab, dass die ursprüngliche Bezeichnung des „Tals“ tatsächlich Dietigheim war. Auch in den „Eppsteinschen Lehensverzeichnissen“ wird Dietigheim als „iuxta Hohenberch“ bezeichnet, also in der Nähe von Homburg befindlich – dem heutigen Bad Homburg, das den Zusatz „Bad“ erst zu Beginn des 20. Jahrhunderts erhielt.
Dies sagte jedoch nichts über das Alter der im Tal gelegenen Siedlung aus. Ausgrabungen im Jahre 2002 haben nun ergeben, dass die dortige Ansiedlung frühestens um 1300 entstanden ist. Verschiedene Umstände (zum Beispiel die Tatsache, dass „-heim“-Namen nur etwa bis Ende des 8. Jahrhunderts vergeben wurden, die Siedlung „Dietigheim“ also schon lange vor 1300 existiert haben musste) deuten darauf hin, dass es sich um eine der im Mittelalter recht häufigen Umsiedlungen handelte. Es ist aber nicht ersichtlich, woher die Umsiedler kamen, da darüber keine direkten Schriftquellen vorliegen. Aus dem Tidenheim bei Eschborn kamen sie jedenfalls nicht, denn das war ja nach Vogels Angaben bereits 875 untergegangen. So ist wohl davon auszugehen, dass es ein zweites Dorf gab – jedoch wo?
Lediglich als Vermutung existiert die Überlegung, Dietigheim könne in dem Areal mit dem Flurnamen „Hofstadt“ in Gonzenheim, einem Vorort östlich von Bad Homburg, gelegen haben. Kofler zitiert in seinem in Englisch geschriebenen Führer zu Homburg 1880 eine alte Sage, nach der Gonzenheim früher viel größer gewesen sei und dort auch eine Burg der homburgischen Ritter Brendel gelegen habe. Eine Interpretation, dass Dietigheim mit der Brendelschen Burg nach Homburg „umgezogen“ sein könnte, wäre zwar möglich, reicht allerdings kaum als überzeugender Beweis aus.
Abweichend davon wird auch das Georgenfeld in der entgegengesetzten, westlichen Richtung als möglicher Standort von Dietigheim vermutet. Eine Klärung dieser Frage steht aus.